# Preduzetnik
Preduzetnik je fizičko lice koje je registrovano i koje radi sticanja dobiti u vidu zanimanja obavlja sve zakonom dozvoljene delatnosti, uključujući umetničke i stare zanate i poslove domaće radinosti.
Filigranska delatnost, opančarska, grnčarska, kao i izrada predmeta koji imaju estetska obeležja narodnog stvaralaštva spadaju u kategoriju umetničkih i starih zanata.

## Svojstva
Osnovne karakteristike preduzetnika:
- preduzetnik može biti samo fizičko, a ne pravno lice. Jedno fizičko lice može biti preduzetnik i u više organizovanih individualnih preduzeća,[3]
- fizičko lice mora biti registrovano kao preduzetnik,
- preduzetnik obavlja delatnost radi sticanja dobiti i u vidu zanimanja,
- ne zahtevaju poseban kapital,
- lako omogućavaju kontrolu rizika koji je ovde po prirodi neograničen,
- omogućavaju jednakost upravljanja i vođenje sa naglašenim kreditom i personalitetom vlasnika.[3]

Poljoprivrednik ne spada u kategoriju preduzetnika, osim ako posebnim zakonom nije drugačije uređeno. 
Individualno organizovano preduzeće u formi preduzetnika nema poseban pravni subjektivitet i ono čini jedinstvo sa preduzetnikom, te nema ni unutrašnjih odnosa između preduzetnika i tako organizovanog preduzeća.Imovina preduzetnika i posebna imovina ovako organizovanog preduzeća su nerazdvojive i sva prava, obaveze i imovina stečena kroz ovu formu organizovanja u stvari pripadaju preduzetniku.
Pošto individualno organizovano preduzeće nema pravni subjektivitet, nema ni posebnog zastupanja u smislu sticanja prava i obaveza za to preduzeće , što ne znači da nema sklapanja pravnih poslova iz delatnosti putem zastupanja, ali u ime preduzetnika je preduzeće. Takvo zastupanje može da obavlja sam preduzetnik ili od njega posebno lice u skladu sa pravilima koje proizilaze iz zastupanja uopšte.
Individualni preduzetnik:
- može da bude član trgovačkih komora
- je dužan da vodi trgovačke knjige
- svoju individualnu firmu, bez obzira na odsustvo svojstva pravne ličnosti, upisuje u određeni registar
- ima privilegiju da bude titular tzv. industrijske svojine (firma, dućanski znak, trgovački žig, ugled kod klijenata i sl.)
- za njega važi poseban fiskalni režim (koji po pravilu zavisi od kvantitativnih kriterijuma koji i preduzetnika kao i privredno društvo klasifikuju propisima o računovodstvu na „male” i „velike”, a nekada i „srednje”)
- za njega važi poseban režim knjigovodstva[5]

## Prednosti i nedostaci
Prednosti:
- niski troškovi osnivanja – samo troškovi upisa u registar, bez propisanog minimalnog iznosa,
- jednostavnost forme – organi i forma za odlučivanje nema organa i forme za njihovo odlučivanje, te su troškovi odlučivanja minimalni, a brzina maksimalna,
- fleksibilnost – samo na osnovu odluke preduzetnika može se lako adaptirati na sve promene okolnosti,
- poslovni ugled – u osnovi zavisi samo od ugleda preduzetnika i
- nema dvostrukog oporezivanja – samo je preduzetnik i njegova imovina subjekt poreskog prava

Nedostaci:
- finansiranje – preduzetnik uglavnom zavisi samo od svoje finansijske moći i ograničene mogućnosti kreditiranja zavisno od vrednosti svoje imovine kao sredstva obezbeđenja,
- rizik – neograničena odgovornost,
- ograničen prenos – primena pravila naslednog prava u slučaju nasleđivanja i sukcesija u drugim slučajevima i
- trajnost preduzeća se po pravilu teško obezbeđuje – nasleđivanje često nije moguće organizovati.[4]

## Registracija

### Upis u registar
Preduzetnik se registruje, odnosno upisuje u registar Agencije za privredne registre u skladu sa Zakonom o registraciji. Individualni preduzetnik može organizovati preduzeće uz jedini uslov da podnese prijavu za registraciju u propisani registar. Uz to, potrebno je da ne postoje i zakonom propisane smetnje, kao na primer, nepostojanje inkompatibilnosti sa vršenjem određenih profesija.
U registar se upisuje:
- osnivanje privrednog subjekta,
- povezivanje i prestanak privrednog subjekta,
- statusne promene i promene oblika organizovanja privrednog subjekta,
- podaci o privrednom subjektu značajni za pravni promet,
- drugi podaci o privrednom subjektu određeni zakonom.

Registar sadrži sledeće podatke o preduzetniku:
- poslovno ime,
- sedište,
- datum i vreme osnivanja,
- matični broj,
- PIB,
- šifru i opis pretežne delatnosti,
- brojeve računa u bankama,
- ime i matični broj vlasnika radnje,
- i druge podatke u skladu sa Zakonom.[2]

Preduzetnik uz registracionu prijavu osnivanja prilaže dokaz o identitetu preduzetnika – fizičkog lica koje se registruje kao preduzetnik i to fotokopiju lične karte ili pasoša. Ako preduzetnik ne obavlja delatnost pod svojim imenom, već pod imenom nekog drugog lica ili pod nekim posebnim poslovnim imenom, dužan je da registru prijavi taj podatak.
1. prijava se dostavlja na obrascu, koji se može preuzeti sa sajta Agencije za privredne registre i koja se može popuniti elektronski, mašinom ili ručno štampanim slovima, i da brojeve računa u bankama,
2. ime i matični broj vlasnika radnje,
3. i druge podatke u skladu sa Zakonom.

### Izmena podataka u Registru
Ako preduzetnik ne obavlja delatnost pod svojim imenom, već pod imenom nekog drugog lica ili pod nekim posebnim poslovnim imenom, dužan je da Registru prijavi taj podatak. Prijava se dostavlja na obrascu, koji se može preuzeti sa sajta Agencije za privredne registre i koja se može popuniti elektronski, mašinom ili ručno štampanim slovima, i da bude svojeručno potpisana od podnosioca prijave. Prijava se dostavlja Agenciji u jednom primerku i predaje se lično ili se šalje pošta.
Preduzetnik odgovara lično, direktno i neograničeno celokupnom svojom imovinom za obaveze koje nastanu iz obavljanja delatnosti i ne postoji mogućnost za ograničavanje takve vrste odgovornosti.
Preduzetnik obavlja delatnost pod svojim ličnim imenom, imenom nekog drugog lica ili pod nekim posebnim imenom, u skladu sa zakonom. Ime se registruje uz dodatak naziva „preduzetnik“ ili skraćenice „pr“. Preduzeće organizovano u pravnoj formi preduzetnika mora biti registrovano pod posebnim poslovnim imenom (koje ne mora biti personalno ime preduzetnika ili drugo lično ime, već može biti i neko predmetno drugo ime koje ga identifikuje), a ako jedno fizičko lice ima više tako organizovanih preduzeća u istom lokalitetu, onda mora imati neki posebni identifikacioni znak (npr. prema delatnosti i slično).
Pored toga poslovno ime preduzetnika u određenim slučajevima može da sadrži i opis delatnosti ili specifični naziv kao i određene oznake na osnovu kojih postoji mogućnosti za bliže određivanje predmeta poslovanja preduzetnika.
Na preduzetnika se primenjuje Zakon o privrednim subjektima po pitanju poslovnog imena, sedišta, delatnosti, uslova za obavljanje delatnosti, zastupanja, likvidacije i zastarelosti.
Preduzetnik može posao poslovođenja poveriti poslovođi na osnovu pisanog ovlašćenja. Neophodno je da poslovođa bude zaposlen kod preduzetnika i da ima svojstvo zastupnika.

### Brisanje iz registra
Preduzetnik se briše iz registra u slučaju:
1. odjave – pismena odjava (odluka o prestanku ili prenosu preduzeća na drugo lice)
2. smrti ili gubitka poslovne delatnosti neprekidno jednu godinu
3. isteka vremena ako je obavljanje delatnosti registrovano na određeno vreme
4. obavljanje delatnosti u vreme privremenog prekida rada po odluci nadležnog organa
5. kažnjavanja, više od tri puta, za obavljanje delatnosti za koje ne ispunjava propisane uslove
6. izrečene mere zabrane obavljanja delatnosti zbog neispunjavanja uslova za obavljanje te delatnosti, a u roku određenom u izrečenoj meri ne ispuni te uslove odnosno ne promeni delatnost
7. promene pravne forme u pravnu formu privrednog društva, u skladu sa zakonom
8. stečaja i likvidacije.[7]

## Prenos prava
Postoje dva načina da preduzetnik prenese sva sredstva kojima je poslovala u privredno društvo čiji je osnivač ili jedan od osnivača taj preduzetnik.	
Jedan način je promena pravne forme preduzetnika u privredno društvo, a drugi način je da se u toku obavljanja delatnosti radnje, dakle dok još nije odjavljena radnja, donese odluka o prenosu, tj. o ulaganju svih sredstava kojima je poslovala radnja u novoosnovano privredno društvo ili u već postojeće privredno društvo.
U prvom slučaju preduzetnik vrši popis celokupne imovine radnje, sastavlja finansijske izveštaje i praktično vrši se prenos bilansa stanja radnje u poslovne knjige privrednog društva, odnosno zaključna stanja radnje su početna stanja u privrednom društvu. U ovom slučaju stanovišta predmeta oporezivanja prema Zakonu o PDV i Zakon o porezima na imovinu nema prometa dobara i usluga, odnosno prenosa apsolutnih prava na nepokretnostima hartijama od vrednosti, pravima industrijske svojine i dr. 
U drugom slučaju, preduzetnik – fizičko lice donosi odluku da svu imovinu radnje prenese kao svoj osnivački ulog u privrednog društvo čiji je jedini član ili jedan od članova (postojeće ili tek osnovano), s tim da se postupak „gašenja“ radnje i osnivanja društva ne sprovodi istovremeno, već se radnja „gasi“ po izvršenom prenosu celokupne imovine u privredno društvo na ime uloga osnivača ili člana privrednog društva koji je vlasnik radnje – preduzetnik. Nakon izvršenog prenosa, preduzetnik se briše iz Registra, a društvo koje je obveznik PDV ili je tim prenosom postao obveznik PDV, nastavlja da obavlja istu delatnost.

## Pravni izvori
Na preduzetnika, kao formu privrednog društva, se primenjuje Zakon o privrednim društvima, kao osnovni izvor prava.

## Literatura
- Velisav Marković, Individualni preduzetnik - pravni okvir poslovanja, Poslovni biro Beograd, 2016. str. 215,  978-86-7889-604-0,

## Spoljašnje veze
- Agencija za privredne registre
- Udruženje preduzetnika
- Poreska uprava Srbije
- Republički zavod za statistiku Архивирано на веб-сајту  (3. фебруар 2015)